# Matija Mažuranić
Matija Mažuranić, hrvaški pisatelj, * 1817, † 17. april 1881
Bil je potopisec in brat uglednejšega Ivana, pisca znanega epa Smrt Smail-age Čengića.
Rojen je bil v Novem Vinodolskem, obiskoval je nemško šolo v domačem kraju, kjer se je izučil za kovača. Pogosto si je privoščil potovanja (Črna Gora, Srbija), izjemoma nekajkrat tudi v Bosno. Leta 1841 se je vrnil v Novi, kjer se je ukvarjal s svojo obrtjo in poljedelstvom, ukvarjal pa se je tudi s književnostjo in kulturnimi vprašanji nasploh. Leta 1847 je končal na Dunaju, leta 1848 spet v Bosni (v Sarajevu, na dvoru Fazli-paše Šerifije). Konec leta 1848 v pismu, naslovljenem na svoje brate, pravi: »Ne vem, kdaj se bom vrnil domov, saj sem bil, bojim se, ustvarjen za to državo. Turki me imajo zelo radi zaradi moje preudarnosti, pravijo, in rayah vedno bolj zaupa vame, in od tega ni drugega izida kot mitra na glavo ali kol v rit.« Po Sarajevu je Matija odšel v Konstantinopel (čeprav točnih datumov ni mogoče ugotoviti), po nekaterih legendah pa še dlje v Suez in Egipt. Leta 1852 se je Matija vrnil v Novi, kjer se je naselil, dokler ni leta 1879 zbolel. Živel je osamljeno, dokler se niso začeli kazati simptomi duševne degeneracije, končno je umrl v sanatoriju znanega psihiatra Richarda von Krafft-Ebinga, v Feldhofu pri Gradcu, dne 17. aprila 1881.
Mažuranić je bil kot pisatelj znan po potopisu Pogled u Bosnu. Med svojimi potovanji leta 1839 v Bosno (od Karlovca, Siska in Kostajnice, čez Beograd, peš in na konju, do Sarajeva, Travnika, preko Romanije do Zvornika) je Mažuranić napisal delo, ki ga je mogoče brati tako kot pustolovščino kot tudi kot realističen zapis videnega in doživetega. V potopisu se prepletajo avtorjevi pogledi na odnose med Osmanskimi Turki in Bošnjaki, islam in krščanstvo, pripovedi o običajih vsakdanjega življenja, podobe vezirskih dvorov agov in paš, pa tudi ljudskih mejhanov, razmišljanja o vsakdanjem življenju, ljubezni. in smrt.

## Dela
- Pogled u Bosnu, ili kratak put u onu krajinu, učinjen 1839—40. po jednom domorodcu, Zagreb, 1842
- Izabrana djela, PSHK, b. 32, Zagreb, 1965
- Pogled u Bosnu... objavljen je i na turskom jeziku: Bosna’ya Bir Bakış yahut Bir Hrvat Vatandaşının 1839.40 Yılları Arasında o Eyalete Kısa Bir Yolculuğu, priredili dr. sc. Ekrem Čaušević, dr. sc. Tatjana Paić-Vukić i mr. sc. Ayla Hafız Küçükusta, Balkan Türkoloji Araştırmaları Merkezi (BAL-TAM), Prizren 2011., 77 str. + zemljopisna karta.